# Nomada minor
Nomada minor là một loài Hymenoptera trong họ Apidae. Loài này được Gmelin mô tả khoa học năm 1790.